# Pietro Ettoreo
Pietro Ettoreo o Hettoreo (in croato: Petar Hektorović; Cittavecchia, 1487 – Cittavecchia, 13 marzo 1572) è stato un poeta e umanista croato.

## Biografia
Nacque nel 1487 a Cittavecchia sull'isola di Lesina, allora parte della Repubblica di Venezia, in una famiglia piuttosto agiata di proprietari terrieri. Ebbe un'educazione umanistica, come testimoniato da una sua traduzione parziale dei Remedia amoris di Ovidio.
Fortificò la sua residenza estiva a Cittavecchia, divenuta nota come castello Tvrdalj o palazzo Ettoreo.
Scrisse prevalentemente in italiano (lingua del suo testamento) e latino ma il suo capolavoro, ossia il poema La pesca e i discorsi dei pescatori, fu scritto in croato; terminato nel 1555-1556 e poi stampato a Venezia nel 1568 il poema descrive in versi la vita delle popolazioni costiere e contiene inoltre alcuni canti popolari. Nei suoi scritti avrebbe inoltre descritto l'emigrazione di alcuni croati in Italia ed in particolare di quelli che sarebbero poi divenuti croati del Molise.
Un traghetto del 1989 porta il suo nome croato, il Petar Hektorović.